# Camillo Rusconi

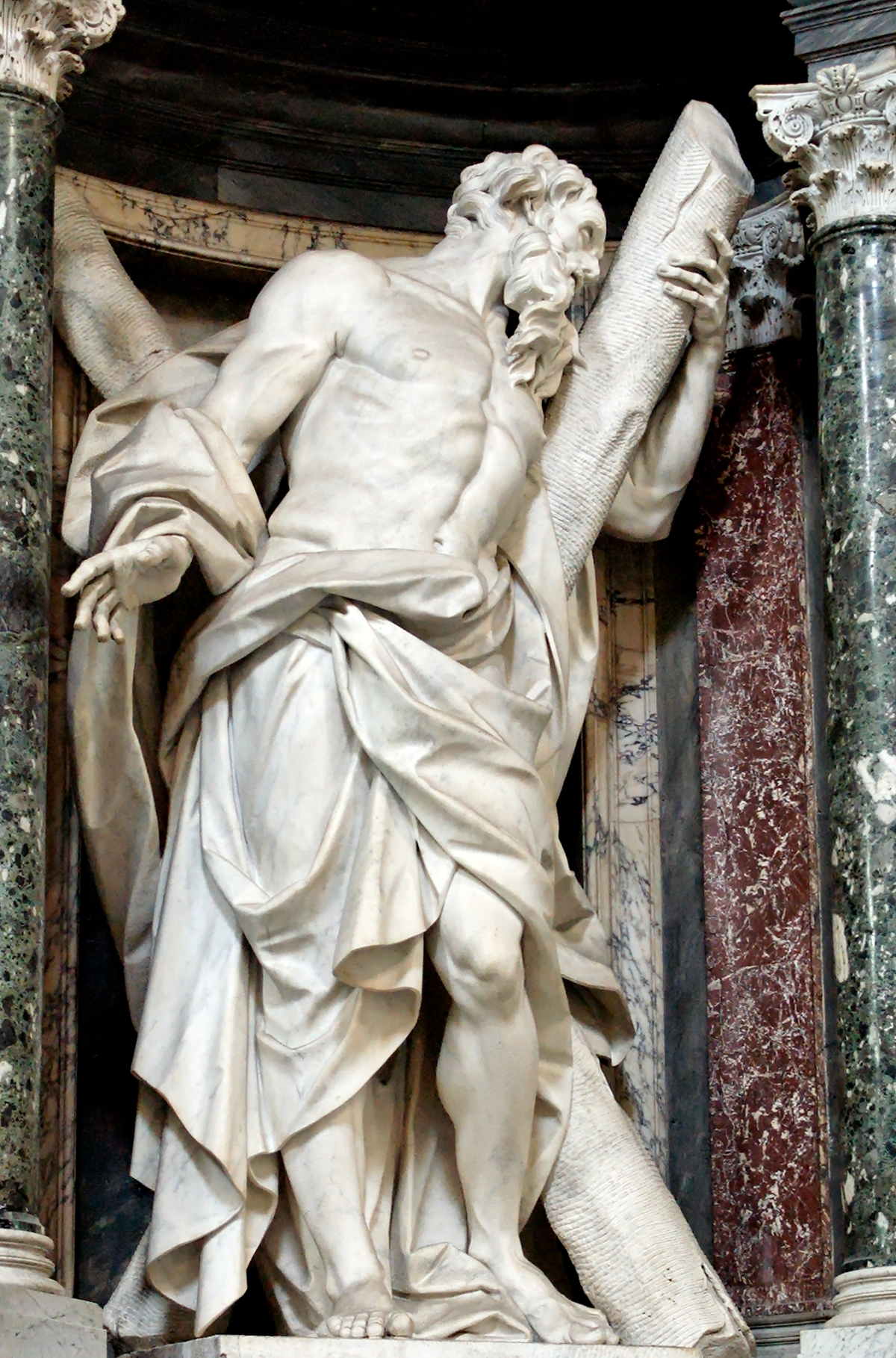
Sant'Andrea, San Giovanni in Laterano, Roma

Camillo Rusconi (Milano, 14 luglio 1658 – Roma, 8 dicembre 1728) è stato uno scultore italiano.

## Biografia
Figlio di genitori originari del Canton Ticino, fu allievo a Milano di Giuseppe Rusnati. Giunse a Roma nel 1684, data in cui è documentato nella bottega del ticinese Ercole Ferrata, un artista formatosi nella scia di Gian Lorenzo Bernini. Lavorò inizialmente ad opere minori, per lo più in stucco, poste a decorazione di architetture (a San Silvestro in Capite, San Salvatore in Lauro, Santa Maria in Vallicella).
Sue opere di esordio furono quattro Virtù in stucco per la cappella Ludovisi nella chiesa di Sant'Ignazio, seguite da Angeli a coronamento di un timpano laterale dell'altare di S. Ignazio nella Chiesa del Gesù (progettato da Andrea Pozzo ed eseguito in gran parte da scultori francesi, tra cui Pierre Legros).
Divenuto, grazie a Giuseppe Bartolomeo Chiari, amico personale di Carlo Maratta, Rusconi divenne uno dei più dotati interpreti delle sue istanze classiciste, come è evidente nelle quattro monumentali statue di Apostoli per San Giovanni in Laterano, commissionate da Clemente XI. Tra queste il San Matteo può essere considerata il suo capolavoro. Dal 1727 Rusconi divenne principe dell'Accademia di San Luca.
Una commissione prestigiosissima fu quella del sepolcro di Gregorio XIII (1715 - 1723) per la Basilica di San Pietro, interamente in marmo bianco, sulla scia della tomba di papa Leone XI di Alessandro Algardi. Rusconi collaborò (con la statua marmorea della Fortezza sulla tomba di Bartolomeo Corsini, terminata dal nipote Giuseppe) anche alla cappella Corsini a San Giovanni in Laterano, il cantiere più prestigioso degli anni di papa Clemente XII. Pochi anni dopo (1727-1728) Rusconi eseguì la memoria funebre, anch'essa di solo marmo bianco, del principe Alessandro Sobieski nella chiesa di Santa Maria della Concezione dei Frati Cappuccini a Roma.
Un altro capolavoro, di più piccole dimensioni e dal tono più intimo e delicato, è il busto di Giulia Albani degli Olivieri, zia di Clemente XI, oggi al Kunsthistorisches Museum di Vienna.
Suo allievo ed erede fu Giuseppe Rusconi. Furono suoi allievi alcuni dei più importanti scultori Romani del XVIII secolo, come Pietro Bracci, Giovanni Battista Maini e Filippo della Valle.

## Statue in San Giovanni in Laterano

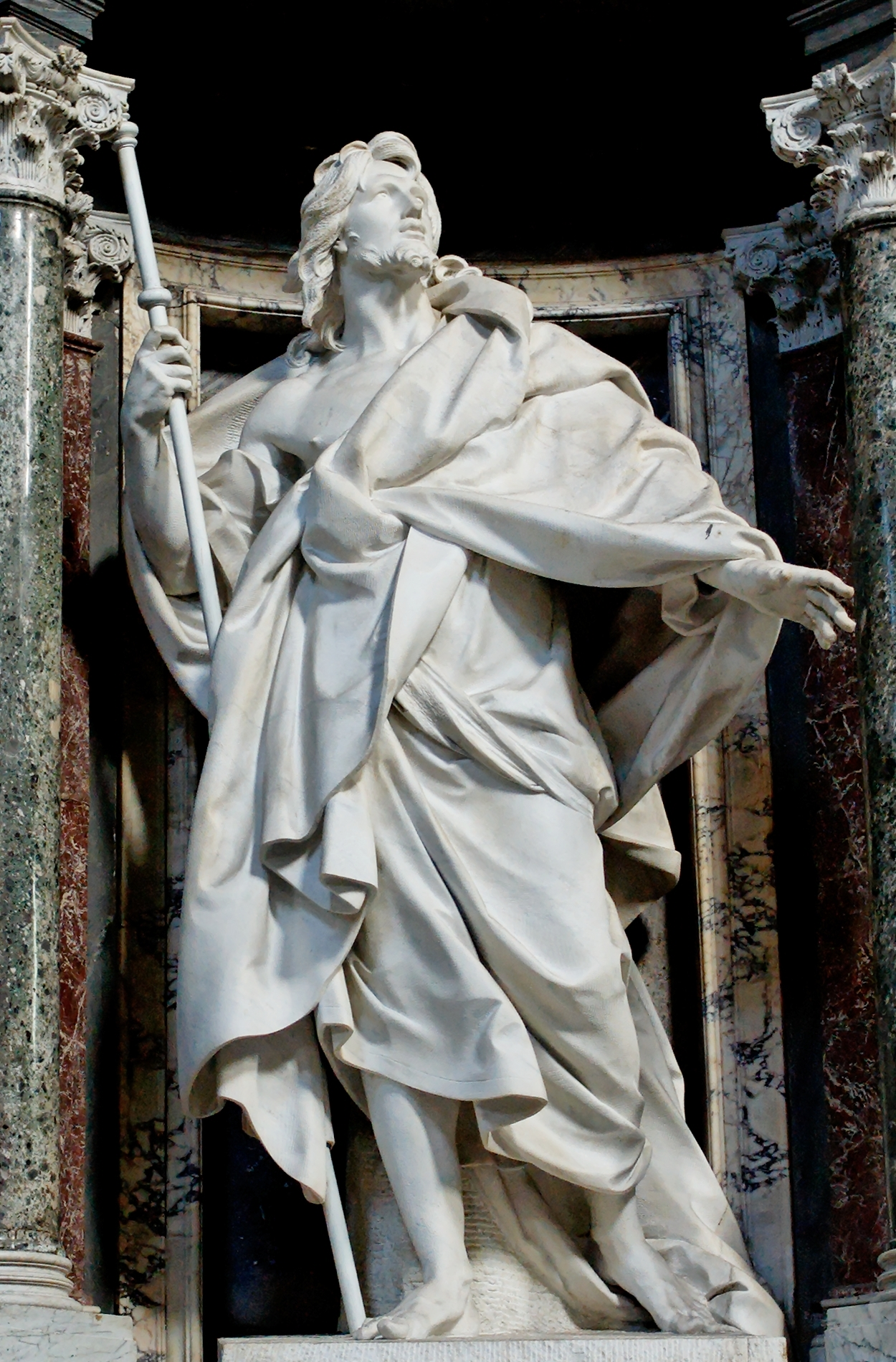
San Giacomo maggiore
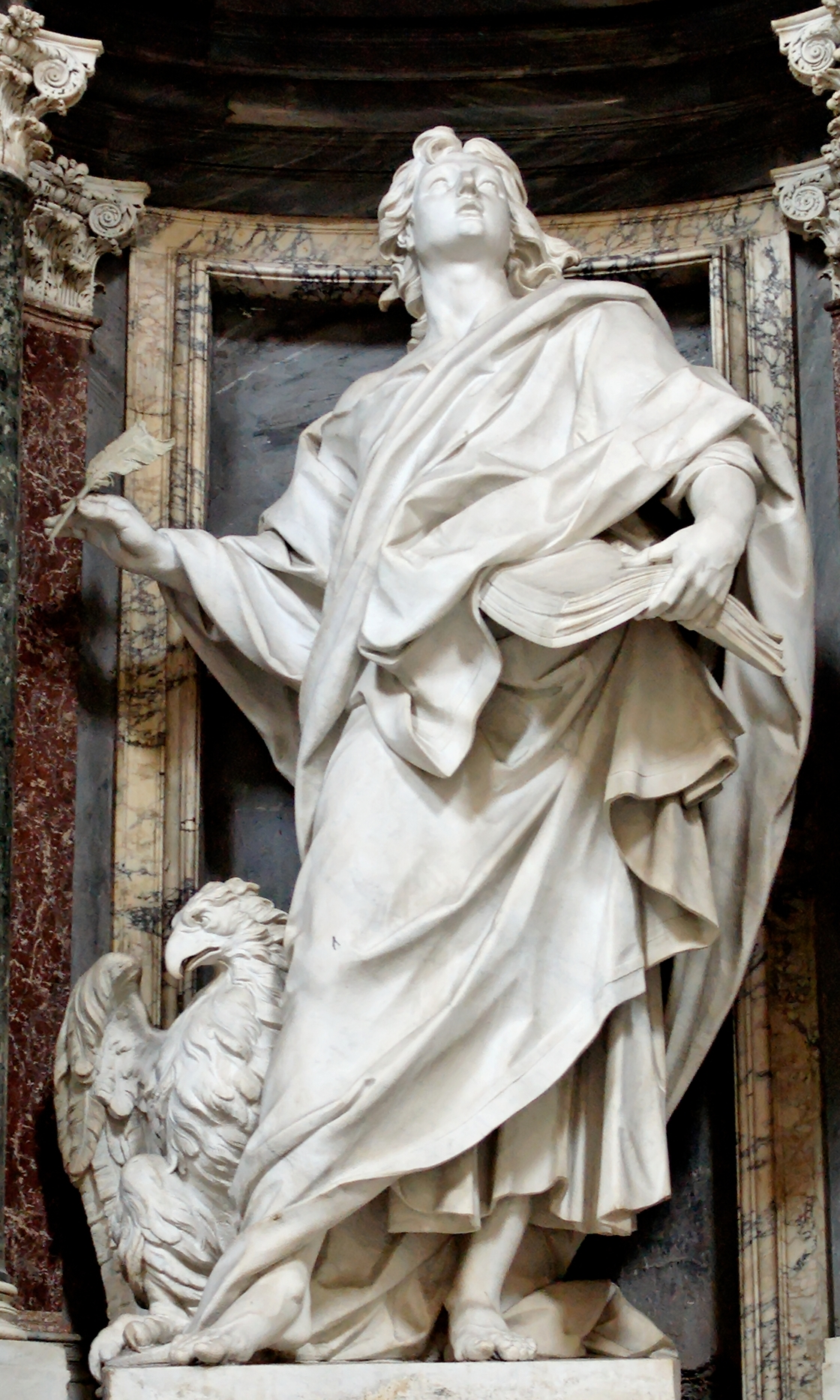
San Giovanni Evangelista
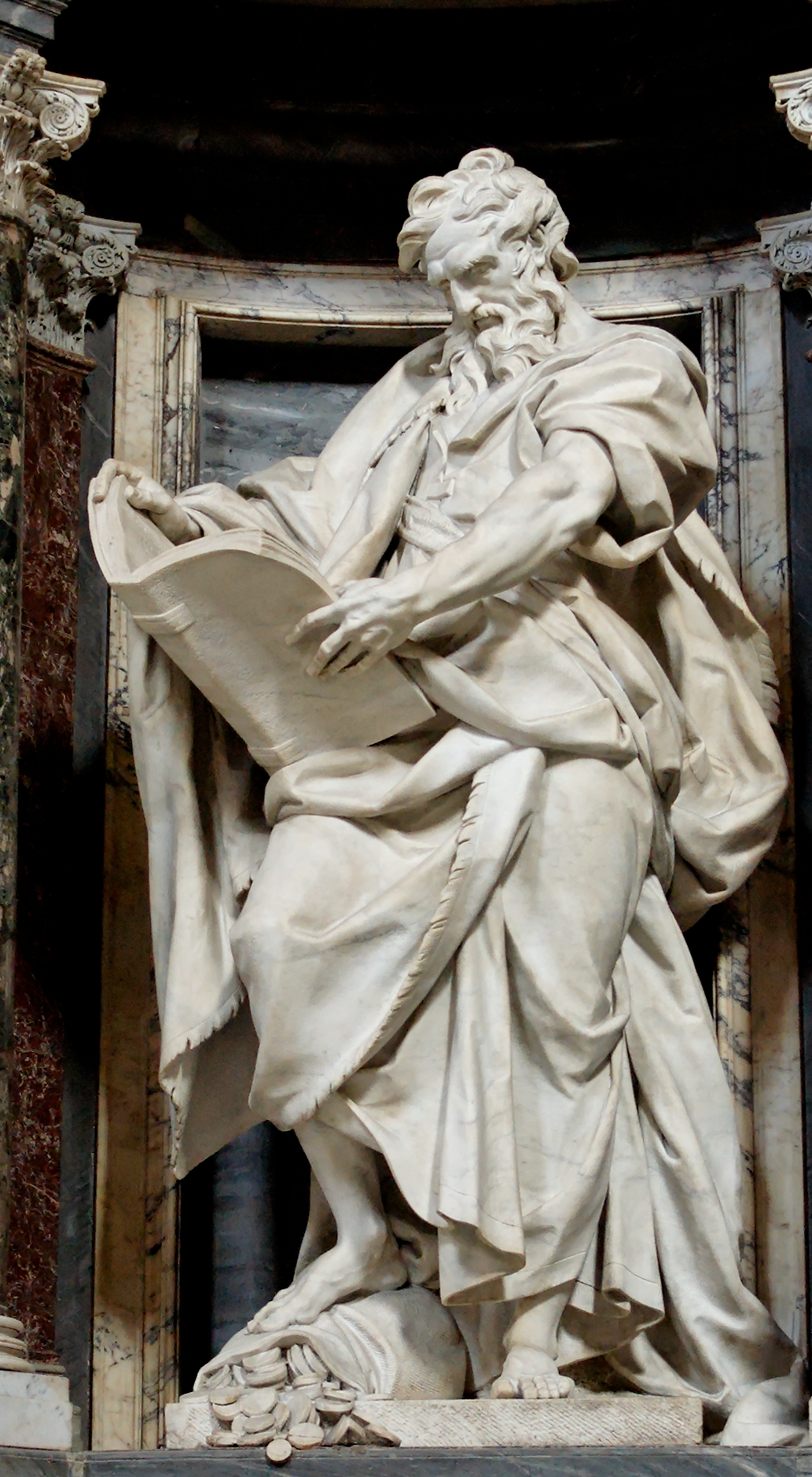
San Matteo